# Леополд II (херцог на Австрия)
Леополд II Хабсбург (на немски: Leopold II von Habsburg; * 1328, † 10 август 1344) от род Хабсбурги, е херцог на Австрия.

## Живот
Той е вторият син на херцог Ото IV Хабсбург „Веселия“ (1301 – 1339) и първата му съпруга Елизабета Баварска (1306 – 1330), дъщеря на херцог Стефан I от Бавария. Баща му е най-малкият син на римско-немския крал Албрехт I († 1308) от род Хабсбурги и Елизабета Тиролска.
Леопоалд загубва майка си когато е на 2 години, а баща си, когато е на 11. Леополд умира ненадейно на 16 години, няколко месеца преди също ненадейно умрелия му 17-годишен брат Фридрих II Хабсбург (1327 – 1344). Вероятно са били отровени. Баща му е последван затова от синовете на неговия брат, херцог Албрехт II.